# Třináct mexických mučedníků
Třináct mexických mučedníků jsou skupina třinácti římských katolíků, zabitých pro svoji víru v letech 1927–1931 během pronásledování křesťanů v Mexiku. Katolická církev je uctívá jako blahoslavené mučedníky.

## Kontext
Mexická vláda, vedená Plutarcem Elíasem Callesem zavedla protináboženskou legislativu a pokusila se vytvořit národní církev, nezávislou na Svatém stolci. V období stupňujícího se pronásledování katolické církve v Mexiku byly znesvěceny chrámy, ničeny biskupské rezidence, uzavřeny semináře a katolické školy a v roce 1926 byly v Mexiku zakázány veřejné bohoslužby v kostelích. Tyto události a vlna represí vyvolaly pobouření mezi katolíky, což vedlo k tzv. válce kristerů, povstání části katolických obyvatel Mexika proti protikatolické politice vlády. Poté došlo ke zpřísnění předpisů, které nutily kněze registrovat se na úřadech, docházelo k vyhánění misionářů ze země, zatýkání a popravám obyvatel, kteří se veřejně přiznali ke své víře. Kromě zde popsaných třinácti mučedníků patřili k obětem režimu také jezuitský kněz Michal Pro, blahořečený roku 1988, augustiniánský kněz Elías del Socorro Nieves, blahořečený roku 1997, nebo skupina 25 mučedníků, svatořečených roku 2000.

## Seznam mučedníků
Zde je uveden seznam mexických mučedníků, kteří byli roku 2005 blahořečeni:
- bl. Anacleto González Flores – laik
- bl. Ramón Vicente Vargas González – laik
- bl. Jorge Vargas González – laik
- bl. José Dionisio Luis Padilla Gómez – laik
- bl. Ezequiel Huerta Gutiérrez – laik
- bl. Salvador Huerta Gutiérrez – laik
- bl. Luis Magaña Servín – laik
- bl. Miguel Gómez Loza – laik
- bl. José Trinidad Rangel Montaño – kněz
- bl. Andrés Solá y Molist – kněz, klaretián
- bl. Leonardo Pérez Lários – laik
- bl. Ángel Darío Acosta Zurita – kněz
- sv. José Sánchez del Río – laik, svatořečený roku 2016

## Úcta
Dne 22. června 2004 podepsal papež sv. Jan Pavel II. dekret o jejich mučednictví. Blahořečeni pak byli dne 20. listopadu 2005 na Estadio Jalisco v Guadalajaře. Obřadu předsedal jménem papeže Benedikta XVI. kardinál José Saraiva Martins.